# Cirulla
La cirulla (in lingua ligure cirolla /tʃi'rulla/ o ciapachinze, letteralmente acchiappaquindici) è un gioco di carte originario della Liguria (Cinque Terre, Levanto e San Fruttuoso) e del Basso Piemonte. Variante assai più complessa della classica scopa, Cirulla si contraddistingue per la vivacità ed il ritmo delle partite e per i repentini "ribaltoni" nei punteggi, ma anche per il notevole peso del fattore fortuna, che riduce il divario tra giocatori esperti e principianti rispetto a giochi simili.

## Il mazzo
Tradizionalmente si gioca con un mazzo di 40 carte genovesi che comprende Asso, 2, 3, 4, 5, 6, 7, Fante, Donna e Re, con semi francesi. Ad esse sono attribuiti i valori dall'uno al dieci, nell'ordine elencato.

## Regole
Cirulla è una variante della scopa, di cui si applicano tutte le regole riguardanti le prese ed il conteggio dei punti, insieme a numerose regole aggiuntive.

### Distribuzione delle carte
Una partita classica consiste in più smazzate fino al raggiungimento di 51 punti. Il mazziere distribuisce in senso antiorario tre carte coperte a ciascun giocatore, una alla volta. Nel primo turno di ogni nuova smazzata, come nella scopa, il mazziere pone inoltre quattro carte con la faccia esposta sul tavolo; se la somma di queste quattro carte in tavola ammonta a 15 o a 30, il mazziere le raccoglie e guadagna rispettivamente una oppure due Scope.
Quando tutti hanno giocato le proprie tre carte, il mazziere continua a dare tre carte a testa, fino all'esaurimento del mazzo; in questo modo con un mazzo si fanno sei turni nel gioco a due giocatori, quattro turni nel gioco a tre e tre turni nel gioco a quattro.

### Coppie di gioco
Cirulla si può giocare in due, in tre o in quattro persone; in quest'ultimo caso si gioca a coppie ed ogni giocatore è in coppia con il compagno che si trova di fronte a lui, cioè il primo con il terzo e il secondo con il quarto.

### Giocata
Ciascun giocatore, a turno, gioca una carta. Il primo a giocare è il giocatore a destra del mazziere, gli altri seguono in senso antiorario fino ad esaurimento delle carte in mano. Ogni giocatore cerca di effettuare la presa di una o più carte sul tavolo con una delle carte della sua mano. Se con la carta calata non è possibile nessuna presa, il giocatore la lascia sul tavolo a faccia scoperta. Se una qualsiasi presa è possibile, il giocatore deve obbligatoriamente prendere. Tutte le carte che restano sul tavolo sono disponibili per eventuali prese dei giocatori seguenti. In caso di presa, il giocatore pone la carta usata per prendere e le carte prese coperte nel proprio mazzetto delle prese di fronte a lui.

### Prese
Sono possibili tre tipi di presa con ogni carta giocata:
- Presa da 15: il valore della carta calata sommato a quello di una o più carte sul tavolo ammonta a 15 (es. 6 + Donna, Re + 5, 2 + 2 + 4 + 6 + Asso, ecc...);[1][2]
- Presa semplice: il valore della carta calata è uguale a quello di una carta sul tavolo o alla somma dei valori di più carte sul tavolo, analogamente alla scopa (es. 7 con 7, 6 con 2 + 4, Fante con 5 + 3, ecc...). Se la somma è effettuata con una carta di pari valore a quella che si ha in mano, si è obbligati a prendere solo quella carta; per esempio, con un K in mano e un K  e due 5 in tavola, si deve prendere il K, e non la coppia di 5.
- Presa d'Asso: se si cala un Asso e in tavola c'è un altro Asso, il giocatore può effettuare una presa da 15 oppure prendere solo l'altro Asso. Se invece si cala un Asso e sul tavolo non ci sono Assi, il giocatore raccoglie tutte le carte sul tavolo e la presa viene considerata come una scopa. Se infine sul tavolo non c'è nessuna carta, l'Asso calato semplicemente rimane in tavola.[1][2]

Se un giocatore effettua la presa di tutte le carte sul tavolo, con un Asso o con un'altra carta, realizza una scopa, che vale un punto. Per contrassegnare la scopa il giocatore pone nel mazzo delle sue prese una carta scoperta, in genere quella usata per fare scopa, e la mette di traverso rispetto alle altre, come nella classica scopa.

### Combinazioni di carte e accuse
Oltre alle prese, è possibile ottenere punti con combinazioni particolari di carte in mano ricevute dal mazziere:
- se la somma dei valori delle tre carte in mano ammonta a meno di 10, il giocatore ha in mano una "buona da tre" o "bàrsega"[1] e guadagna 3 Scope. La dichiarazione deve avvenire appena prima di giocare la propria mano, cioè se il giocatore che ha una buona da tre non è il primo a dover giocare, deve dichiarare l'accusa solo al momento del suo turno:[1] l'usanza vuole che si bussi battendo il pugno chiuso sul tavolo, si mostrino le carte agli altri lasciandole scoperte e si scoprano 3 carte nel mazzo delle proprie prese per contrassegnare le Scope.[1] Una buona da tre senza Assi viene spesso chiamata "bun-a di misci" (buona dei poveri, in genovese);
- se una mano è composta da tre carte dello stesso valore, il giocatore si aggiudica un "decino" o "diecione" o "buona da dieci" (bun-a da déixe, in genovese), guadagnando 10 Scope. Anche in questo caso bisogna dichiarare l'accusa solo quando inizia il proprio turno di gioco, bussando (anche se molti preferiscono distinguere il decino dalla bàrsega strisciando la mano sul tavolo) prima di calare, mostrando le carte agli altri e lasciandole scoperte ed eventualmente girando le carte per contrassegnare le Scope nel proprio mazzo delle prese.[1][2]

### Regole particolari
- Se tra le quattro carte iniziali in tavola sono presenti due o più assi, la mano si considera "a monte", il mazziere rimescola le carte e provvede ad una nuova distribuzione.Se la somma però è 15 o 30 il mazziere può Decidere continuare[1]
- Il 7[3] viene chiamato Matta e può assumere qualunque valore da Asso a Re a discrezione del giocatore, ma solo se il valore scelto consente di aggiudicarsi in mano una bàrsega o un decino oppure di avere 15 o 30 come somma dei valori delle carte inizialmente disposte sul tavolo, altrimenti mantiene il suo valore di 7.[1][2] La Matta, se viene utilizzata come tale, una volta calata sul tavolo, continua ad avere il valore dichiarato finché non viene presa da qualcuno considerandola con tale valore, per poi riacquistare il suo valore di 7 nel calcolo della Primiera.[2]
- Se un giocatore o una coppia riesce a prendere in una mano tutte e dieci le carte con il seme [4], cioè fa quello che nella scopa tradizionale viene spesso chiamato Napoleone, effettua un Capóttu e vince l'intera partita, indipendentemente dai punteggi accumulati dai giocatori nel corso delle precedenti smazzate.[1][2]
- Come nella scopa tradizionale, se si fa scopa con l'ultima carta giocata di una mano ciò non vale nessun punto.[1]

## Calcolo del punteggio
Il punteggio di ciascun giocatore o coppia si calcola su tutte le carte del proprio mazzo delle prese al termine di ogni smazzata.
Come nella scopa si calcola 1 punto guadagnato per:
- 7, detto Settebello, unico punto che viene assegnato sempre;
- Denari (il maggior numero di carte del seme , almeno 6);
- Carte (il maggior numero totale di carte prese, almeno 21);
- Primiera, calcolata in modo analogo alla Scopa, cioè come massimo punteggio ottenuto con 4 carte, una per seme, secondo la seguente tabella:

| Valore carta    | 7  | 6  | Asso | 5  | 4  | 3  | 2  | Re | Donna | Fante |
| --------------- | -- | -- | ---- | -- | -- | -- | -- | -- | ----- | ----- |
| Valore Primiera | 21 | 18 | 16   | 15 | 14 | 13 | 12 | 10 | 10    | 10    |

- ogni scopa fatta, comprese quelle guadagnate con le accuse e le combinazioni di carte.[1][2]

Settebello, Denari, Carte e Primiera vengono detti punti di mazzo. Denari, Carte e Primiera possono risultare pari tra i giocatori: in questo caso i relativi punti non vengono assegnati.
Sono assegnati dei punti aggiuntivi a chi ha in mano particolari combinazioni di carte del seme :
- la Grande (o "Cirulla grande"), composta da J, Q e K, vale 5 punti;[1][2]
- la Piccola (o "Cirulla piccola"), composta da almeno A, 2 e 3, vale 3 punti più un punto per ogni carta di  con valori in ordine crescente posseduta fino al 7 compreso (es. se si posseggono Asso, 2, 3 si ottengono 3 punti; se si posseggono Asso, 2, 3, 4, 5 si ottengono 5 punti in tutto; se si posseggono Asso, 2, 3, 5, 6 si ottengono 3 punti soltanto, poiché la scala è interrotta non avendo preso il 4).[1][2]

Quando nessun giocatore possiede tutte le carte necessarie per aggiudicarsi la Grande o la Piccola si dice che la combinazione "è rotta" e nessun punto aggiuntivo viene assegnato.

## Vittoria
La partita termina quando un giocatore o una coppia raggiunge o supera i 51 punti oppure un punteggio a piacere inizialmente stabilito tra i giocatori. In caso di eventuale parità si procede ad un'ulteriore smazzata di spareggio.

## Varianti alle regole
La cirulla è un gioco che, per sua natura, ha ispirato la creazione di regole differenti a seconda della zona geografica: quando si gioca tra persone di diversa provenienza, spesso i primi minuti sono dedicati alla definizione di quali regole verranno utilizzate nel corso della partita. Di seguito sono riportate alcune delle varianti, che possono essere adottate sia singolarmente che non:
- la Matta è associata a Q anziché a 7;[1]
- la Grande può essere estesa a 7 e 6;[1]
- l'Asso prende tutto segnando una scopa in ogni caso, anche se c'è un altro Asso sul tavolo;[1]
- il K vale un punto se preso (Re bello). Tale punto, quando viene fatto valere, è l'unico insieme al Settebello a venire sempre assegnato; inoltre con il re bello si può giocare con due jolly, detti Buffoni (bùfon), che assegnano un punto a chi li prende entrambi, mentre il loro valore è nullo se presi singolarmente e possono essere presi da una scopa o da un altro jolly.[1]
- le carte possono essere distribuite tre a tre o in ordine casuale anziché una ad una;[1]
- se all'atto della distribuzione vengono poste in tavola quattro carte uguali, il mazziere (o la coppia del mazziere) si aggiudica l'intera partita, indipendentemente dal punteggio raggiunto (capotùn);[1]
- se un giocatore si trova ad avere in mano le tre carte che compongono la Grande, guadagna ben 30 Scope. Anche in questo caso l'accusa va dichiarata bussando e mostrando le carte;[1]
- se un giocatore possiede tre carte uguali e che, contemporaneamente, hanno somma dei valori inferiore a 10 (quindi un tris di Assi, di 2 o di 3), guadagna sia una buona da tre che un decino, totalizzando così 13 Scope.

## Variante Cirullone
Il Cirullone si gioca con le stesse regole di cirulla ma con le seguenti modifiche:
- nel primo turno di una smazzata si distribuiscono sei carte, nel secondo turno tre;
- le sei carte possono essere tutte utilizzate per le buone: se ad esempio un giocatore ha in mano Asso, 3, 5 e tre Donne può accusare sia barsega che decino, arrivando quindi a guadagnare fino a 13 Scope in una smazzata;
- di norma il punteggio minimo per aggiudicarsi una partita è 101.[senza fonte]

## Variante cirulla a cinque
La cirulla a cinque è una variante diffusasi intorno al terzo lustro del XXI secolo nell'area del Monferrato, più probabilmente nei sobborghi settentrionali della città di Asti. I partecipanti sono cinque e le regole che variano dalla cirulla tradizionale sono le seguenti:
- al primo turno le carte che verranno messe in tavola dal mazziere saranno cinque;
- di conseguenza il mazziere, nel momento in cui le carte in tavola daranno il valore totale di 17 o 34, girerà rispettivamente una o due scope;
- i primi due turni si svolgeranno secondo le regole della cirulla tradizionale, cioè verranno distribuite tre carte cadauno e le regole della battuta rimarranno invariate;
- le differenze si riscontrano nell'ultimo turno, allorché viene distribuita cadauno una sola carta e cambiano le regole della battuta, dato che il giocatore batterà nel momento in cui avrà in mano una carta dal valore uguale o inferiore a 3, e girerà una scopa dal proprio mazzo. Nel caso in cui ci saranno più giocatori che avranno lo stesso valore, sarà abilitato a girare la scopa colui il quale sarà per primo, secondo il giro della distribuzione delle carte.[senza fonte]